# Campylocentrum grisebachii
Campylocentrum grisebachii är en orkidéart som beskrevs av Célestin Alfred Cogniaux. Campylocentrum grisebachii ingår i släktet Campylocentrum och familjen orkidéer. Inga underarter finns listade i Catalogue of Life.

## Bildgalleri

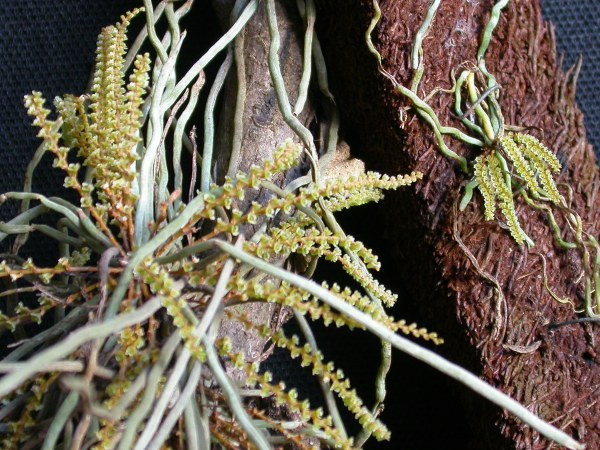
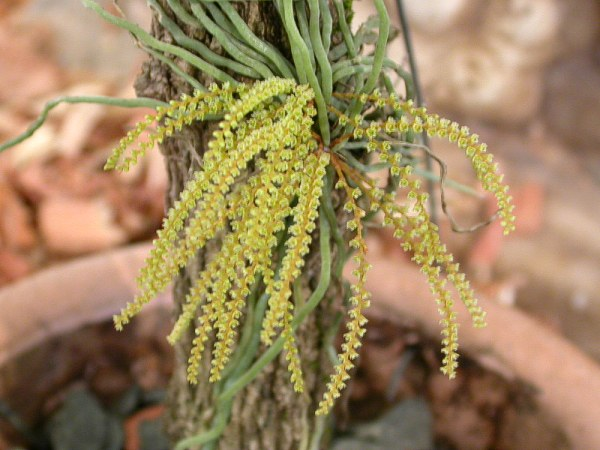
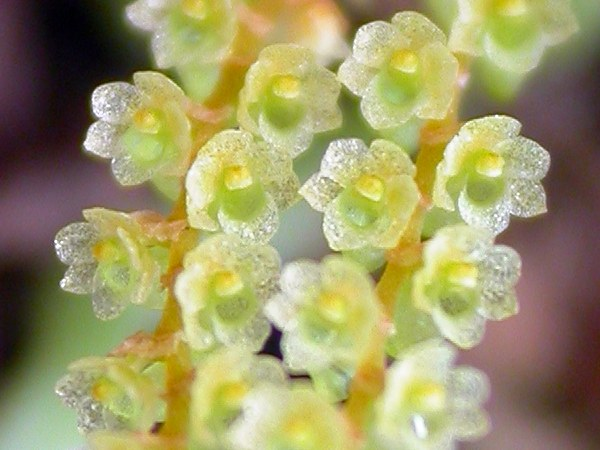
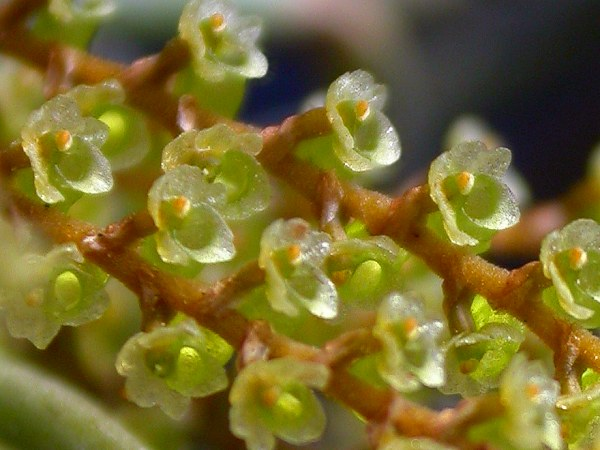
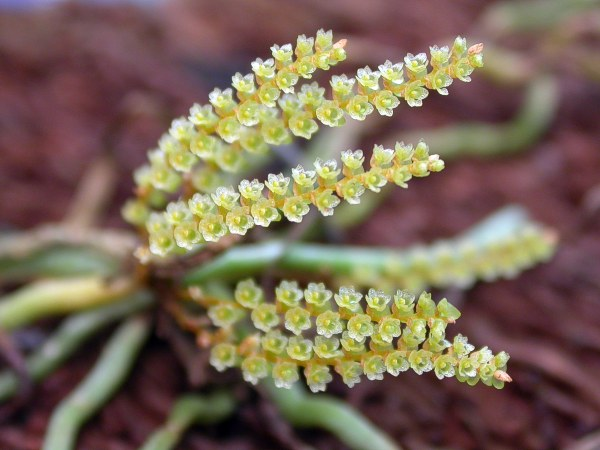
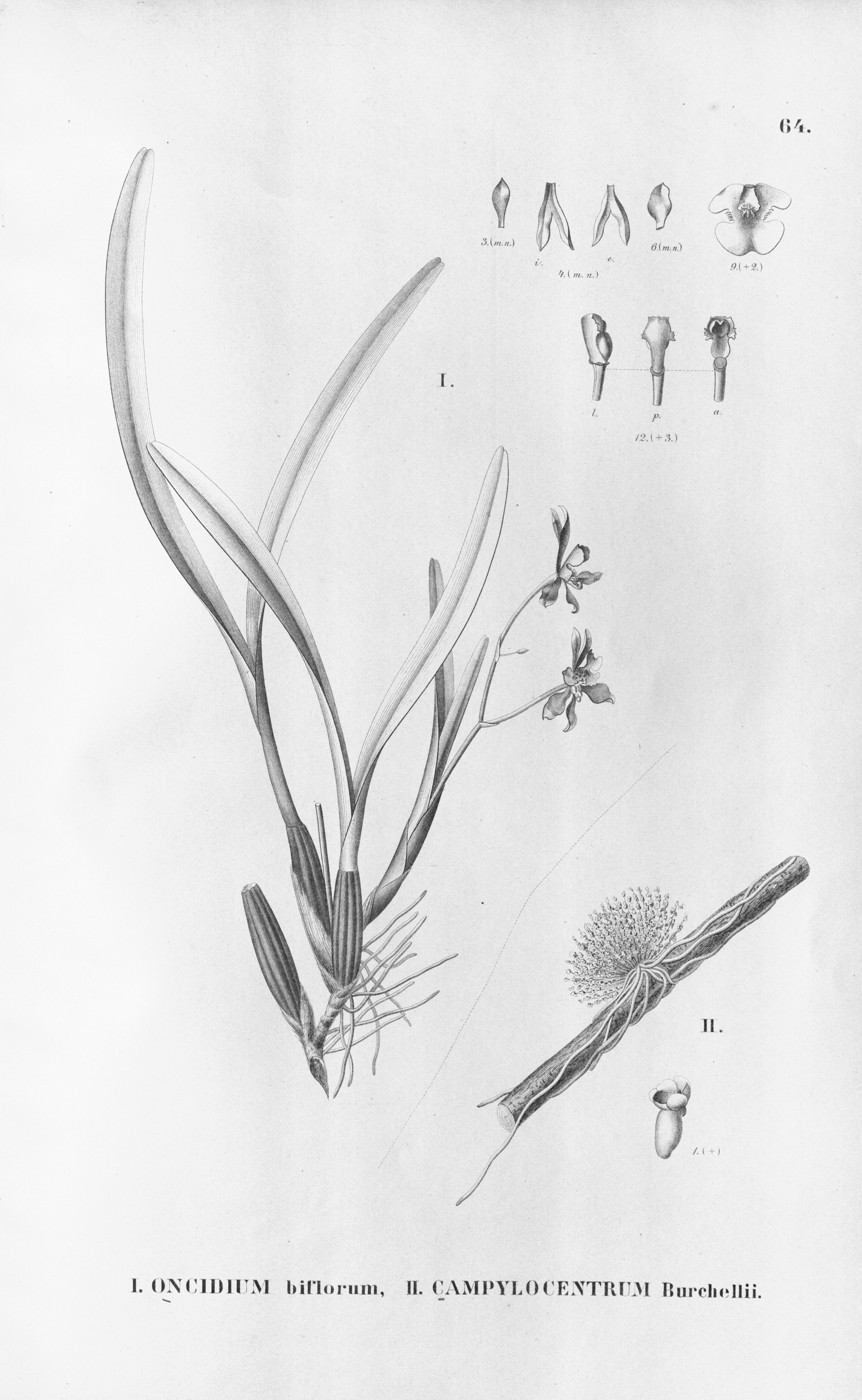